# Louis-Marie de Geyer d'Orth
Louis-Marie de Geyer d'Orth (25 de março de 1967) é um monge beneditino francês, Abade do Mosteiro de Sainte-Madeleine du Barroux em Le Barroux.

## Biografia
Ele nasceu em 25 de março de 1967 em Vannes.
Louis-Marie de Geyer d'Orth é filho de Jean de Geyer d'Orth, coronel de cavalaria, e Jacqueline Chaillou de Fougerolle.
Ingressou na Ordem de São Bento sob o nome de Irmão Louis-Marie, na Abadia de Sainte-Madeleine du Barroux, onde foi ordenado sacerdote em 25 de agosto de 2000 pelo Cardeal Philippe Barbarin.
Em 2002, foi nomeado prior da fundação beneditina Priorado Sainte-Marie de La Garde em Saint-Pierre-de-Clairac em Lot-et-Garonne.
Dom Gérard Calvet, fundador e primeiro abade da abadia de Sainte-Madeleine du Barroux, tendo renunciado ao ofício abacial, foi eleito abade em 25 de novembro de 2003 e recebeu a bênção abacial das mãos do cardeal Jorge Medina Estévez em 25 de janeiro de 2004.
Em 2003, tornou-se Abade do Mosteiro de Sainte-Madeleine du Barroux.

## Referência
1. ↑  Boletim da Abadia de Le Barroux - No. 109 (PDF). [S.l.: s.n.]